# Ави-Йона, Михаэль
Михаэль Ави-Йона (ивр. מיכאל אבי-יונה‎, имя при рождении Михаэль Бухштаб; 26 сентября 1904 — 26 марта 1974, Иерусалим, Израиль) — израильский археолог и историк, профессор археологии в Еврейском университете Иерусалима, секретарь Департамента древностей.

## Биография
Родился в Лемберге, Австро-Венгрия (сегодня Львов, Украина), переехал в Палестину со своими родителями в 1919 году во время Третьей алии. Учился в гимназии «Рехавия» в Иерусалиме, затем уехал в Англию и изучал историю и археологию в Лондонском университете.
По возвращении в Палестину учился в Британской школе археологии в Иерусалиме. Первыми археологическими раскопками, в которых принял участие Ави-Йона, были в Тель-эль-Аджуле, недалеко от Газы, и в Иерусалиме (Офел).
По окончании учёбы поступил на работу в Департамент древностей британского правительства Палестины. Работал библиотекарем и архивистом. После провозглашения независимости государства Израиль стал секретарем Управления древностей.
В 1949 году проводил раскопки в Гиват-Раме в Иерусалиме во время строительства Международного конференц-центра, где обнаружил кирпичный завод Legio X Fretensis. Участвовал в первом исследовании, которое предшествовало раскопкам Масады, и провёл ограниченные раскопки к северу от Кесарии Маритима, где обнаружил древнюю синагогу.
Был удостоен премии Бялика в 1955 году за книгу «Древности нашей земли». Умер в Иерусалиме в 1974 году.

## Избранные работы
- - Encyclopedia of Archaeological Excavations in the Holy Land
  - Jerusalem the Holy
  - The Art of Mosaics (cowritten with Richard L. Currier)
  - Holy Land
  - Ancient Scrolls
  - History of Israel and the Holy Land
  - Views of the Biblical World. Jerusalem: International Publishing Company J-m Ltd, 1959.
  - Avi-Yonah, M. Gazetteer of Roman Palestine. — Institute of Archaeology, Hebrew University of Jerusalem, 1976.
  - Macmillan Bible Atlas with Yohanan Aharoni (1993)